# Сен-Марсель-сюр-Од
Сен-Марсе́ль-сюр-Од (фр. Saint-Marcel-sur-Aude) — коммуна во Франции, находится в регионе Лангедок — Руссильон. Департамент коммуны — Од. Входит в состав кантона Жинеста. Округ коммуны — Нарбонна.
Код INSEE коммуны — 11353.

## Население
Население коммуны на 2008 год составляло 1570 человек.
| 1962 | 1968 | 1975 | 1982 | 1990 | 1999 | 2008 |
| ---- | ---- | ---- | ---- | ---- | ---- | ---- |
| 809  | 878  | 847  | 927  | 1097 | 1268 | 1570 |

## Экономика
В 2007 году среди 882 человек в трудоспособном возрасте (15—64 лет) 611 были экономически активными, 271 — неактивными (показатель активности — 69,3 %, в 1999 году было 66,7 %). Из 611 активных работали 535 человек (311 мужчин и 224 женщины), безработных было 76 (37 мужчин и 39 женщин). Среди 271 неактивных 72 человека были учениками или студентами, 86 — пенсионерами, 113 были неактивными по другим причинам.